# Карл Лудвиг фон Зулц
Карл Лудвиг фон Зулц (на немски: Karl Ludwig I von Sulz, „Der lange Schwabe“; * 9 юли 1568 в Тинген; † 29 септември 1616 в Торино, Италия) е граф на Зулц, ландграф в Клетгау (1602 – 1616), господар на Вадуц, Шеленберг-Вутентал, австрийски императорски фелдцойг-майстер, главен командир на град Виена, имперски дворцов съдия в Ротвайл и президент на дворцовия военен съвет (1600 – 1610).
Той е син на граф и ландграф Алвиг фон Зулц-Клетгау (1539 – 1572) и съпругата му графиня Барбара фон Хелфенщайн-Визенщайг (1534 – 1573), дъщеря на граф Улрих X фон Хелфенщайн († 1548) и графиня Катарина фон Валдбург-Зоненберг († 1563).
Брат е на Кристоф фон Зулц (1557 – 1591), домхер в Страсбург, на ландграф Рудолф IV/VII (1559 – 1620) и Елизабет († 1601), омъжена 1584 г. за граф Фридрих фон Фюрстенберг-Хайлигенберг (1563 – 1617).
През 1583 г. Карл Лудвиг фон Зулц е в гвардията на граф и ландграф Хайнрих VIII фон Фюрстенберг. Същата година Карл Лудвиг и брат му Рудолф IV разделят собствеността на фамилията Зулц. Рудолф получава ландграфството Клетгау и Блуменег, Карл Лудвиг получава Вадуц и Шеленберг. На 17 юни 1587 г. император Рудолф II дава на Карл Лудвиг за доживотно Вадуц, Шеленберг и Блуменег.
Карл Лудвиг е рядко в резиденцията си в замък Тинген. През 1596 г. той придружава ерцхерцог Албрехт VII Австрийски в Нидерландия в кампанията против Франция. На 16 април 1598 г. император Рудолф II с декрет го прави полковник на германските ланд-кнехти и той служи в Унгария против турците. През 1599 г. император Рудолф го прави генерал за кампанията в Унгария. През 1600 (по други източници 1604) му се дава ръководството на дворцовия военен съвет, той е на тази служба до 1610 г.
През 1601 г. Карл Лудвиг служи на брата на император Рудолф ерцхерцог Матиас като генерал на артилерията и участва в превземането на Секешфехервар на 20 септември 1601 г., той командва артилерията. През 1603 г. той се бие против Мурад Паша. През 1604 г. той има позицията на комадир на градската гвардия на Виена. На 7 април 1610 г. той е командир в Юлих, служи при ерцхерцог Леополдд, епископ на Пасау и Страсбург, регент на Тирол. Заплатата му е месечно 2000 гулдена. Това е последният документ за неговата активност в империята.
През 1602 г. брат му Рудолф, заради безредици с неплащането на данъците, започнали от 1595 г., му отстъпва службата ландграф в Клетгау. Още същата година Карл Лудвиг изработва полицейски ред в страната. Карл Лудвиг продава на 1 февруари 1610 г. своето господство Метинген със замък Унтерметинген на своя роднина Максимилиан фон Папенхайм, граф на Ландграфство Щюлинген. През 1613 г. той продава Вадуц и Шеленберг на граф Каспар фон Хоенемс. Господството Блуменег е продадено на манастир Вайнгартен.
Карл Лудвиг фон Зулц умира като испански генерал на 29 септември 1616 г. в Торино на 48 години. Той е погребан през 1641 г. във Визликофен, Ааргау, Швейцария. Фамилията фон Зулц изчезва по мъжка линия през 1687 г.

## Фамилия
Карл Лудвиг фон Зулц се жени на 9 октомври 1585 г. в замък Харденбург при Дюркхайм за графиня Доротея Катарина фон Сайн (* 16 май 1562; † 1609), дъщеря на граф Адолф фон Сайн (1538 – 1568) и графиня Мария фон Мансфелд-Айзлебен (1545 – 1588). Те имат 11 деца:
- Алвиг VII/III фон Зулц (* 12 декември 1586; † 9 март 1632), управляващ ландграф в Клетгау (1616 – 1628), отстъпва на брат си Карл Лудвиг Ернст фон Зулц през 1628 г., женен I. за Катарина Лудмила фон Лобковиц († сл. 19 май 1628/1629), II. на 10 декември 1618?) за Вероника фон Шпаур (1586 – 1645)
- Адолф фон Зулц (* 4 ноември 1587; † 15??)
- Мария Барбара фон Зулц (* 13 декември 1588; † март 1625), омъжена на 1 юни 1611 г. за граф Йохан Лудвиг фон Лайнинген-Дагсбург-Хайдесхайм (* 8 май 1579; † 19 юни 1625)
- Елизабет фон Зулц (* 25 ноември 1589 – ?), омъжена за фрайхер Улрих фон Фирмиан
- Юлиана фон Зулц (* 12 ноември 1590; † 23 май 1617), омъжена за граф Вилхелм Хайнрих фон Валдбург (* 26 януари 1580; † 7 май 1652)
- Амалия Катарина фон Зулц (* 24 ноември 1591; † 1594)
- Естер фон Зулц (* 1592; † сл. 17 септември 1623), омъжена 1617 г. за граф Фердинанд Хелфрих Балтазар фон Мегау (* ок. 1581; † 1620)
- Анна Амалия фон Зулц (1593; † 26 април 1658), омъжена за граф Каспар фон Хоенемс (1573 – 1640)
- Карл Лудвиг Ернст фон Зулц (* 13 септември 1586; † 16 април 1648), управляващ ландграф в Клетгау (1628 – 1648), женен I. на 22 февруари 1621 г. за Максимилиана фон Зулц (* ок. 1585; † 1 септември 1623), II. на 14 октомври 1624 г. в Тинген за Мария Елизабет фон Хоенцолерн-Зигмаринген (* 10 януари 1592; † 28 октомври 1659)
- Агнес фон Зулц (* 1597/1599 в Страсбург; † 1624/сл. 1648)
- дъщеря (* 1600 – ?)

Карл Лудвиг фон Зулц се жени втори път на между 1 и 3 февруари 1616 г. за графиня Мария фон Йотинген-Шпилберг (* 10 януари 1582; † 13 август 1647), дъщеря на Вилхелм II фон Йотинген-Валерщайн-Шпилберг (1544 – 1602) и графиня Йохана фон Хоенцолерн-Зигмаринген (1548 – 1604). Те имат една дъщеря:
- Каролина Лудовика фон Зулц (* 1616/1617; † 22 февруари 1651), омъжена на 26 юни 1637 г. в Инсбрук за граф Хуго фон Кьонигсег-Ротенфелс (* 26 февруари 1596; † 1666), син на фрайхер Йохан Георг фон Кьонигсег